# Municipio de Falls (condado de Hocking)
El municipio de Falls (en inglés: Falls Township) es un municipio ubicado en el condado de Hocking en el estado estadounidense de Ohio. En el año 2010 tenía una población de 11731 habitantes y una densidad poblacional de 90,4 personas por km².

## Geografía
El municipio de Falls se encuentra ubicado en las coordenadas 39°32′23″N 82°24′56″O / 39.53972, -82.41556. Según la Oficina del Censo de los Estados Unidos, el municipio tiene una superficie total de 129.77 km², de la cual 127.81 km² corresponden a tierra firme y (1.51%) 1.96 km² es agua.

## Demografía
Según el censo de 2010, había 11731 personas residiendo en el municipio de Falls. La densidad de población era de 90,4 hab./km². De los 11731 habitantes, el municipio de Falls estaba compuesto por el 97.53% blancos, el 0.63% eran afroamericanos, el 0.31% eran amerindios, el 0.2% eran asiáticos, el 0.01% eran isleños del Pacífico, el 0.2% eran de otras razas y el 1.13% pertenecían a dos o más razas. Del total de la población el 0.72% eran hispanos o latinos de cualquier raza.